# Канал фараонів
30°33′37″ пн. ш. 31°56′09″ сх. д. / 30.560303° пн. ш. 31.935883° сх. д.

Канал фараонів на мапі Дельти Нілу

Канал фараонів (також канал чотирьох царів, стародавній Суецький канал або канал Нехо, пізніше річка Траяна) — умовна назва древньої гідротехнічної споруди, що сполучала Суецьку затоку Червоного моря з Нілом і проіснувало до VIII століття н. е. Попередник Суецького каналу. Мав 51 км завдовжки та 9 м завглибшки. Прокладено річищем ваді Тумілат.

## Епоха до перського завоювання і у складі Держави Ахеменідів
Ідея будівництва судноплавного каналу між Червоним і Середземним морями з використанням течії Нілу виникла за часів фараонів. Аристотель повідомляє, що першим будівельником каналу вважається Сезостріс. Сезостріс — збірний образ єгипетських фараонів, що часто ототожнюється з Рамзесом II (XIII століття до н. е.) або Сенусертом III (XIX століття до н. е.).Проте, за відомостями Аристотеля канал залишився незавершеним, тому що виявилося, що рівень моря вище рівня річки, і будівництво припинили, «побоюючись зіпсувати річкову воду, змішавши її з морською». Те саме повідомляє Страбон.
Тим не менш від часу правління фараона Сеті I (XIII століття до н. е.) до нас дійшли зображення каналів, якими Ніл було пов'язано з Великим і Малим Гіркими озерами. Один з них відгалужується від східного гирла трохи нижче початку Дельти (трохи південніше Геліополя), інший — на схід від Бубастісу. Ймовірно, в наступні століття канал не використовувався, поступово було покинуто, а його русло засипав пісок.
Геродот свідчить, що при фараоні Нехо II (VII–VI століття до н. е.) була зроблена нова спроба побудувати судноплавний канал від Нілу до Червоного моря . Він був завдовжки «в чотири дні шляху» і такої ширини, що дві трієри могли плисти поруч. На будівництві каналу нібито загинуло 120 000 єгиптян, але правителю довелося відмовитися від завершення робіт через несприятливий прогноз оракула «передбачення свідчило, що цар будує канал тільки на користь варварам». Можливо, мова йде про побоюваннях жрецтва, що експлуатація каналу викличе наплив в країну чужоземців — грецьких купців, найбільше в ньому зацікавлених. Проте Нехо, мабуть, встиг провести трасування каналу, що загалом збігається з руслом північнішого каналу Сеті I.
У 525 році до н. е. Єгипет був захоплений персами. Перський цар Дарій I, який володів великою державою, крім Єгипту також включала велику частину Передньої Азії і контролювала торговельні шляхи в Індію, повернувся до ідеї будівництва каналу. Ймовірно, рішенню царя передував експеримент, проведений за його завданням мореплавцем Скілак з Каріанди, який, згідно з Геродотом, довів можливість прямого плавання з Індії до Єгипту. Хоча джерела: Аристотель, Страбон і Пліній Старший — стверджують, що і перси зазнали невдачі в завершенні проекту (Геродот говорить лише про те, що Дарій І «продовжив» будівництво, розпочате Нехо II), археологічні знахідки свідчать про зворотне. Уздовж русла каналу були за наказом царя встановлено декілька гранітних стел з написами на єгипетській, древньоперській, еламській та аккадській мовах, які в доброму стані дійшли до наших днів і були виявлені після початку будівництва сучасного Суецького каналу. При спорудженні каналу Дарій І імовірно скористався трасуванням русла, проведеної при Нехо II.

## Епоха еллінізму і римський Єгипет
У наступні століття канал знову прийшов в запустіння і знову був розчищений вже Птолемей II Філадельфом. Як повідомляє напис єгипетською мовою, знайдений в Тель-Ель Масхуті («Піфомська стела»), ця подія відбулася в шостий рік правління царя — 277 році до н. е. Біля виходу каналу в Червоне море був побудований порт Арсиноя. Поступове всихання пелузійського гирла Нільської дельти зробило вже несудноплавним канал при цариці Клеопатрі VII (I століття до н. е.). При римському імператорі Траяні його відновили (початок II століття н. е.), після чого він отримав назву «річки Траяна» або «рову Траяна» (лат. fossa Traiana).

## Епоха арабського завоювання і руйнування
Після завоювання Єгипту арабами у 642 році канал був знову відновлений Амром ібн аль-Асом, який назвав його «каналом повелителя правовірних». Проте у 776 році канал був засипаний за наказом аль-Мансура, щоб перенаправити торговельні шляхи у центральні райони Халіфату і позбавити доходів налаштовану антиаббасидську Аравію. Під час Єгипетського походу на місці Каналу фараонів на околицях Суеца побував Наполеон Бонапарт. Він описує залишки стародавньої споруди як рів шириною 25 туазів і такої глибини, що вершник, який перебував в ньому, був абсолютно невидимий.